# 三浦為通
三浦 為通（みうら ためみち）は、平安時代後期の武将・豪族。三浦氏の祖とされる。桓武平氏良文流。村岡五郎平忠通の嫡男。通称三浦平大夫。別名三浦為名。鎌倉章名の兄。

## 概略
子に為継、為直（『桓武平氏諸流系図（群書類従）』など、一部の系図では為通と為継の間に為直を置く）、為俊、女子（鎌倉景通室?）らがいる。
『系図纂要』によると、三浦氏は為通が源頼義から相模国三浦郷を与えられたのが始まり。別説として、為通の大伯父・平忠輔が三浦氏の初代であったという説もある。忠輔の系統がすぐに男子絶え、為通の系統が三浦家を継いだというものである。
三浦半島中央部に位置する衣笠山に衣笠城を構え、三浦氏繁栄の礎を築いたとされるが、数種類現存する三浦氏の家系図の中には為通について記載のないものがあることから、その実在を疑う説もある。

## 画像集

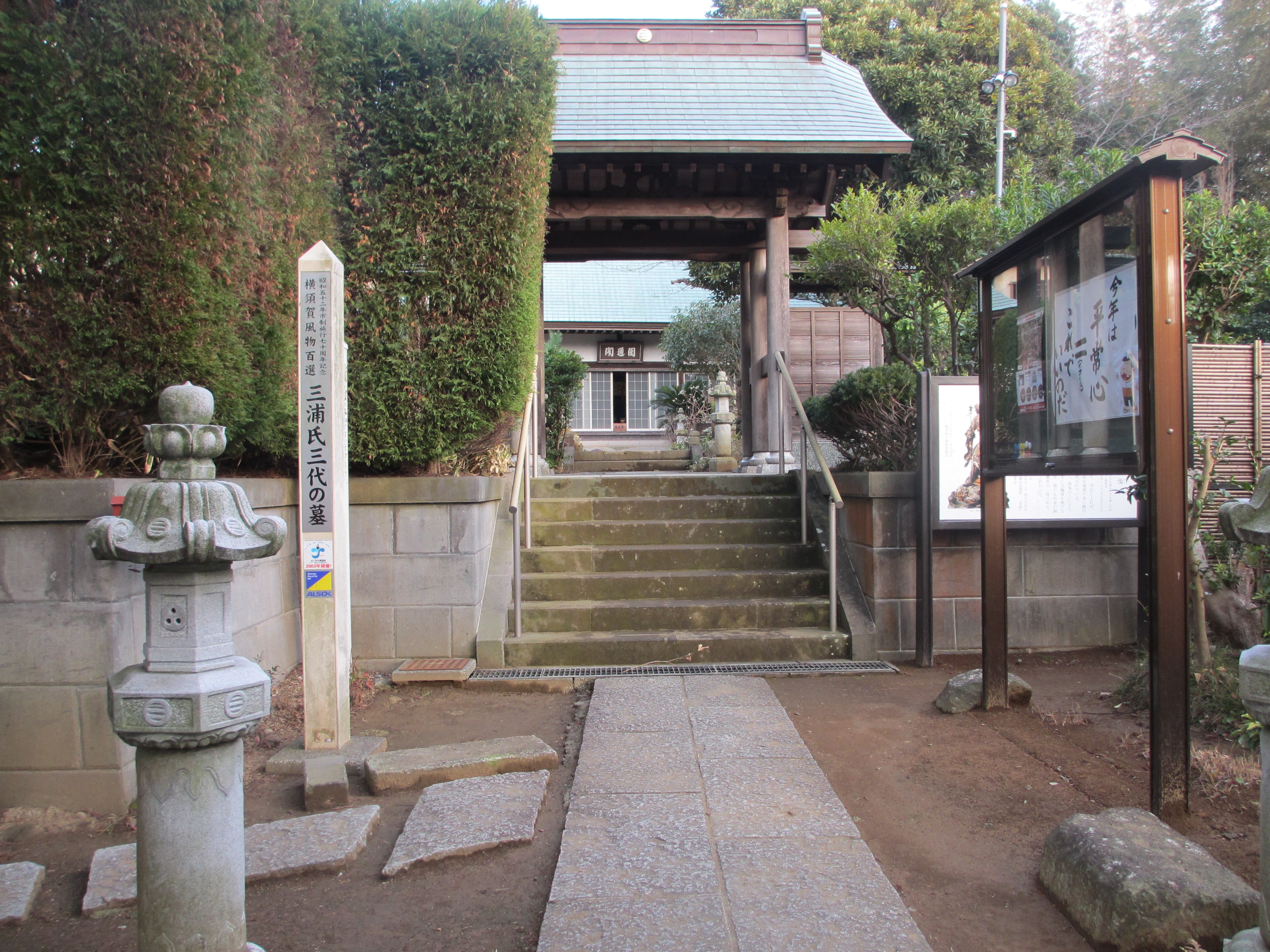
(清雲寺、横須賀市大矢部5-9-20満昌寺向かい側)
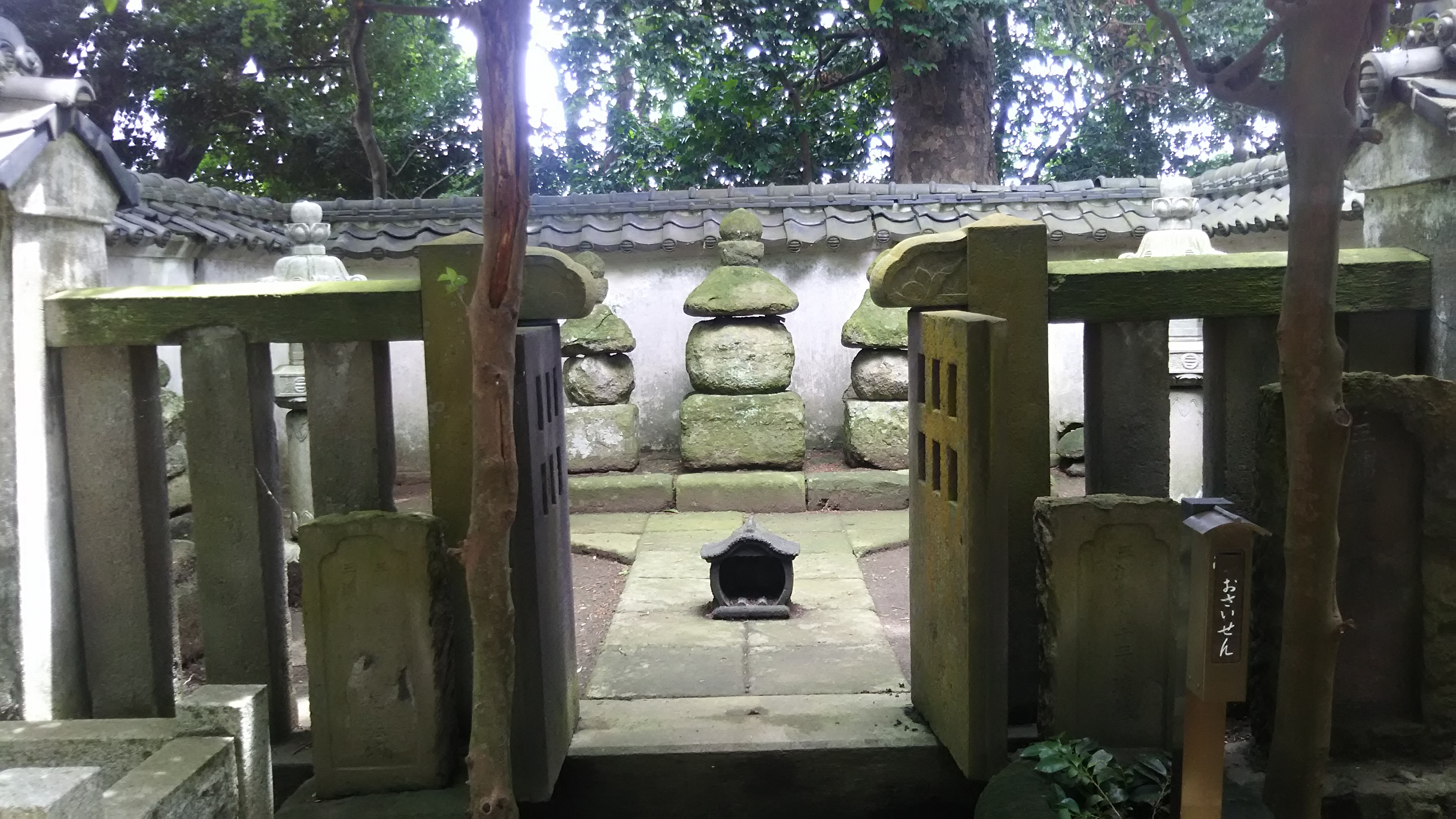
（三浦氏三代の墓、中央が為継、左右いずれかが為道・義継）